# Khấu Chuẩn
Khấu Chuẩn (chữ Hán: 寇準; bính âm: Kòu zhǔn) (961 - 1023) tên chữ Bình Trọng (平仲), quê ở Hạ Khuê, Hoa Châu (nay là Vị Nam, Thiểm Tây), là đại thần Bắc Tống, từng làm đến chức quan tể tướng.

## Tiểu sử
Ông thi đậu tiến sĩ vào năm Thái Bình Hưng Quốc thứ 5 (980), tính tình cương trực, nhiều lần can gián thẳng thừng, dần dần được hoàng đế trọng dụng. Năm Thuần Hóa thứ 5 (994) thời vua Thái Tông được thăng làm Tham tri Chính sự. Sau khi Chân Tông tức vị, trước sau lần lượt nhậm chức tại Công Bộ, Hình Bộ, Binh Bộ rồi lại nhậm chức Tam ty sử. Năm Cảnh Đức nguyên niên (1004) cùng Tham tri Chính sự Tất Sĩ An được phong làm Tể tướng (Đồng bình chương sự).
Mùa đông cùng năm, quân Liêu xâm phạm bờ cõi Đại Tống, bao vây Doanh Châu ở Hà Bắc rồi mau chóng tiến quân tới tấn công Biện Châu, Thiền Châu, triều đình kinh hãi, phái chủ hòa là bọn Vương Khâm Nhược, Trần Nghiêu Sưu chủ trương thiên đô, riêng Khấu Chuẩn lại chủ trương Chân Tông lâm trận nghênh chiến, phản đối dời đô về phía nam. Tháng 11, Chân Tông tới ngự giá thân chinh ở Thiền Châu (nay là Bộc Dương, Hà Nam). Khấu Chuẩn dùng kế rước vua đứng trên cửa lầu bắc thành Thiền Châu dùng lời lẽ khích lệ đốc chiến, binh sĩ xa gần hô vang như sấm, khí thế gấp bội. Tướng Tống Trương Hoàn Xạ giết chết tướng Liêu là Thát Lãm, còn tướng Dương Diên Chiêu thì toàn thắng quân Liêu. Sau đó hai bên thỏa thuận ký minh ước Tống - Liêu ở Thiền Uyên mà sử gọi là Hòa ước Thiền Uyên, buộc quân Khiết Đan phải lui về phương bắc.
Năm Cảnh Đức thứ 2 (1005), ông được thăng làm Trung thư thị lang kiêm Công bộ Thượng thư. Đương thời triều đình vô sự, Khấu Chuẩn lặp được kì công, sinh hoạt thường xa xỉ, rất thích uống rượu yến tiệc ban đêm, dù là phòng ngủ cũng sai người đốt đuốc cho tới sáng, hoàng đế lại đãi Khấu Chuẩn cực hậu, khiến tên gian thần Vương Khâm Nhược cực kỳ ghen ghét, đố kị. Khâm Nhược thừa cơ tìm cách ly gián, dâng lời gièm pha ngầm hãm hại Khấu Chuẩn. Năm Cảnh Đức thứ 3 (1006), Chân Tông ốm liệt giường, quyền hành giao cho Lưu hậu, Khấu Chuẩn đã lập mưu truất phế Lưu hậu vì sợ triều đình vào tay bên ngoại. Chân Tông đồng ý, nhưng mưu kế bày xong, Khấu Chuẩn say rượu tiết lộ tất cả. Vương Khâm Nhược biết tin liền dâng sớ vạch tội Khấu Chuẩn, tâu xin trị tội nghiêm minh, Chân Tông không còn cách nào khác đành ban chiếu bãi chức Tể tướng của Khấu Chuẩn rồi giáng ông làm Hình bộ Thượng thư, Tri Thiểm châu.
Năm Thiên Hy nguyên niên (1017), Khấu Chuẩn được khôi phục chức vụ Tể tướng, phong làm Lai Quốc công, về sau vì tham gia vào cuộc đấu tranh quyền lực trong cung đình, bị phe cánh của tên quyền thần Đinh Vị lấn áp, đè nén. Triều đình hạ chiếu đày ông tới Lôi Châu (nay là Hải Khang, Quảng Đông) và Hành Châu (nay là Hành Dương, Hồ Nam), trăm họ nghe tin bèn lưu truyền câu huấn khẩu tỏ ý thương tiếc: "muốn thiên hạ được yên ổn, đợi nhổ cái đinh trước mắt, muốn thiên hạ được tốt lành, không bằng ra mời Khấu lão".
Về sau đồng đảng Đinh Vị là Lôi Duẫn Cung vì gặp phải sự cố khi xây dựng lăng tẩm tiên đế, phạm trọng tội khiến Đinh Vị cũng bị liên lụy, giáng làm Thái tử Thái bảo, rồi sau bị đày tới Nhai Châu (nay là huyện Quỳnh Sơn tỉnh Hải Nam) làm Ty hộ tham quân. Lúc Đinh Vị đi qua Lôi Châu, Khấu Chuẩn chỉ phái người gửi một bầy dê tới nghênh tiếp. Đinh Vị muốn gặp Khấu Chuẩn nhưng bị cự tuyệt. Trong bài phú của Diệp Lý thời Nam Tống có câu thơ: "nhà Lôi Châu, nhà Nhai Châu, đời người gặp mặt có nơi tương phùng. Khách trung hơi hận thiếu bầy dê, đành tặng một thiên câu ngắn dài".
Cuối cùng Khấu Chuẩn lâm trọng bệnh mất ở biếm sở Lôi Châu vào ngày 24 tháng 10 năm Thiên Thánh nguyên niên (1023) thời Tống Nhân Tông. Mãi đến năm Cảnh Hựu đầu tiên (1034) triều đình mới ra lệnh phục hồi lại danh dự cho ông.
Tác phẩm để lại được người đời sau biên soạn thành Khấu Lai công tập. 
Trong bộ tiểu thuyết Dương Gia tướng diễn nghĩa, ông được mô tả là trung thần đã hạ lệnh tới ngục của tên gian thần Phan Nhân Mỹ để giải cứu cả nhà Dương Gia.

### Thơ ca
Ông nổi tiếng văn võ song toàn. Giỏi làm thơ, từ, có bài nổi tiếng như bài từ theo điệu Đạp sa hành, có đoạn:
春色將闌，
鶯聲漸老。
紅英落盡青梅小。
畫堂人靜雨濛濛，
屏山半卷餘香嫋。
Dịch:
Xuân sắc hầu tàn,
Tiếng oanh dần lão.
Hồng hoa rụng hết thanh mai choắt.
Hoạ đường người lặng mịt mù mưa,
Bình sơn nửa khép hương hiu hắt.

### Câu chuyện lưu truyền
Có một câu chuyện về Khấu Chuẩn được lưu truyền trong các sách dạy làm người phương Đông:
Khấu Chuẩn lúc nhỏ tính du đãng, vô phép, lại thích chơi chim, chơi chó. Bà mẹ quở phạt mà ông vẫn không chừa.
Một hôm, ông bỏ học đi chơi, bà mẹ giận quá, cầm quả cân ném phải chân ông, máu chảy đầm đìa, phải chữa lâu ngày mới khỏi.
Từ ấy ông hồi tâm, chuyên lo học tập. Về sau, thi đỗ, làm quan đến Tể Tướng.
Lúc vinh hiển thì mẹ ông đã mất. Mỗi khi sờ đến chiếc sẹo ở chân, thì ông nức nở khóc và nói rằng:
- Chính vết thương này làm ta nên người! 